# Bengal Rapid River
Bengal Rapid River est une attraction aquatique de type bouées, située dans le parc d'attractions Bellewaerde à Ypres, Belgique.
Située dans la partie Inde du parc et construite par Vekoma, elle ouvre en 1988. Depuis 1994, Walibi Holland propose l'unique autre modèle de bouées Vekoma : El Rio Grande. La société britannique Space Leisure réalisa la décoration et la thématique de l'attraction dont la construction d'animatroniques,.
Avec ses 451 m. de long, l'attraction accueille les visiteurs de plus d'un mètre dans ses 20 embarcations de huit places. Sa capacité est de 1 760 personnes par heure.

## Technique
Les bouées de Vekoma présentent la particularité d'être composées de quatre quartiers partiellement recouverts d'une coque. Ceux-ci sont reliés entre eux et posé sur une structure pneumatique comparable à une énorme chambre à air. L'intersection des quatre quartiers est composée de la même manière. Le mouvement de l'eau est géré par trois pompes hydrauliques – chacune pèse 2,2 tonnes – avec une puissante totale de 273 kW. Ces trois pompes garantissent un débit total de 4 500 litres à la seconde ou 16 000 000 litres par heure. En fin de parcours, les embarcations sont sélectionnées par une pièce mécanique subaquatique. Grâce à celle-ci – appelée sélecteur de bateau – l'embarcation entame une ascension oblique sur un tapis montant qui la tracte hors de l'eau. Ensuite, un tapis roulant déplace les esquifs horizontalement et les passagers sortent des bouées, remplacés par d'autres visiteurs. Ils entament après une descente dans l’eau via un escalier roulant. Trois moteurs asynchrones commandés par des modulateurs de fréquence – qui régulent la vitesse – règlent la traction à l'aide d'un sélecteur (3 kW pour le tapis roulant, 15 kW pour le tapis montant et 50 kW pour l'escalier roulant). Les tapis peuvent être arrêtes au moyen d'une télécommande. La déclinaison de Bengal Rapid River est de 3,05 mètres. Le chenal est parcouru de 3 300 000 litres d'eau dans le sens des aiguilles d'une montre. Au moyen de virages et de poutres de différentes épaisseurs placées au fond de l'eau, le courant s'accélère et des vagues se forment.